# Ålandskonventionen

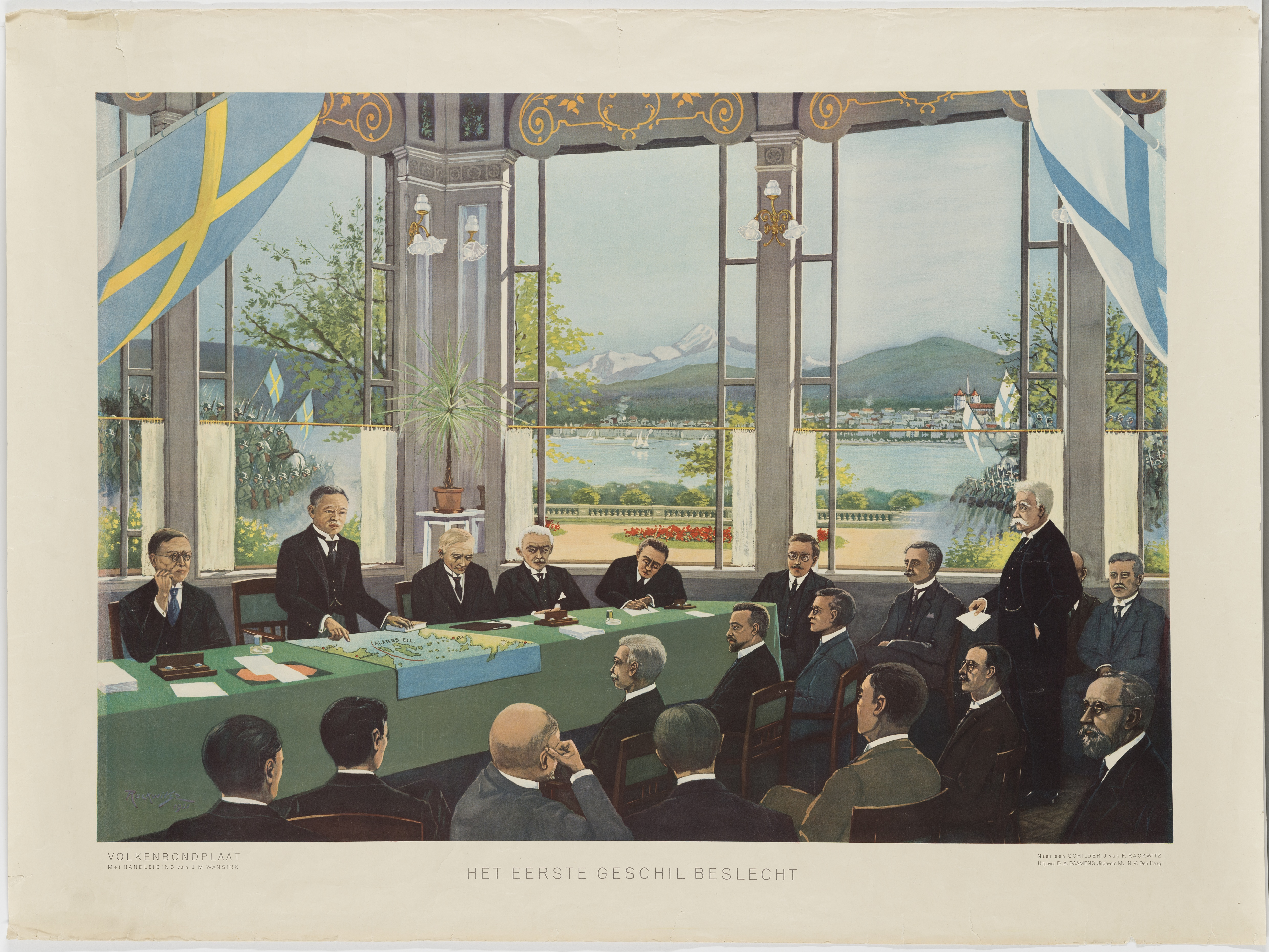
Nationernas förbund diskuterar Ålandsfrågan, juni 1921.

Ålandskonventionen (Konventionen om icke-befästande och neutralisering av Ålandsöarna) undertecknades i Genève den 20 oktober 1921. Finland bekräftade därmed det befästningsförbud som Ryssland hade utfärdat 1856, och Ålands permanenta demilitarisering och neutralisering slogs fast. Konventionen gav dock Finland rätt att försvara öarna och deras neutralitet vid ett angrepp.
Avtalet undertecknades av Finland, Sverige, Estland, Lettland, Polen, Tyskland, Danmark, Förenade kungariket Storbritannien och Irland, Frankrike och Italien.

## Bakgrund
Vid Krimkrigets slut 1856, ville Sverige försäkra sig om att Åland inte skulle utgöra ett militärt hot mot riket. Förhandlingar om en demilitarisering av öarna påbörjades därför med Storbritannien och Frankrike. Dessa förhandlingar ledde fram till Ålandsservitutet 1856, vilket förbjöd befästning av och övrig militär aktivitet på ögruppen. Överenskommelsen skrevs under av Storbritannien, Frankrike och Ryssland, men ej av Sverige, på grund av den nyligen förklarade neutraliteten.
Efter upplösningen av unionen mellan Sverige och Norge i början av 1900-talet, började Ryssland förhandla med Sverige om en möjlig upphävning av Ålandsservitutet. Detta för att förkasta militariseringsförbudet och möjliggöra en befästning av ögruppen. Detta ledde till politisk oro mellan de stater som då gränsade till Östersjön (Sverige, Danmark, Tyskland och Ryssland). För att lösa situationen tecknades Östersjöavtalet av dessa nationer i april 1908, vilket fastslog att det politiska läget skulle upprätthållas, även gällande Ålands demilitarisering.
Vid slutet av 1917 började före detta ryska soldater plundra befolkningen på Åland. Detta eftersom dessa styrkor ockuperat öarna under första världskriget, men efter den ryska revolutionen lämnats utan stat och därmed även förnödenheter. Den åländska befolkningen vände sig till Sverige för att få ett slut på oroligheterna, vilket ledde till att Sverige ingrep vid början av våren 1918. De ryska trupperna skickades därefter hem av svenska styrkor.
En folkomröstning genomfördes på öarna under samma år, vilken fann att en majoritet av ålänningarna ville tillhöra Sverige. Detta fördes vidare till den svenska regeringen, som genom utrikesdepartementet försökte ta upp frågan i samband med fredsförhandlingarna efter krigets slut 1919. Denna diskussion överfördes dock istället till det nyligen grundade Nationernas förbund. Det var genom detta organ som Ålandskonventionen kom att fastslås 1921.